# في الهوا سوا (فلم)
في الهوا سوا هو فيلم مصري عرض عام 1951، بطولة كمال الشناوي وشادية وإسماعيل ياسين، ومن إخراج يوسف معلوف.
هذا الفيلم هو أول فيلم يخرجه يوسف معلوف

## قصة الفيلم
ثابت وجميل يعانيان من البطالة، يحتالان على صاحب سيرك فيرسل رجاله لمطاردتهما، يختبئ جميل داخل صندوق مشحون إلى القاهرة، يتبعه ثابت، وفي القاهرة يلتقيان بفتاة توفى والداها، تقيم مع عمتها، العمة تخفي عن الفتاة حقيقة ثروة والدها، لذا تعمل مطربة في أحد الملاهي، تقع الفتاة في غرام ثابت، تعلم عمتها بحقيقة هذه العلاقة، تحاول أن تفسدها حيث إنها تخطط أن تزوجها من عشيقها، على أن يتقاسما ثروة والد الفتاة.

## طاقم التمثيل
- كمال الشناوي: (ثابت)
- شادية: (لواحظ)
- إسماعيل ياسين: (جميل)
- زوزو نبيل: (عمة لواحظ)
- فاخر فاخر: (نافع)
- عبد السلام النابلسي: (المنوم المغناطيسي)
- رياض القصبجي: (حمزاوي)
- عبد المنعم إسماعيل: (أبو شنب)
- صلاح منصور: (صاحب الفندق)
- كيتي: (الراقصة)
- فيكتوريا حبيقة: (صاحبة البيت)
- عباس رحمي: (الضابط)
- عبد البديع العربي: (وكيل النيابة)
- أحمد مختار: (مدير الشركة)
- أحمد بالي: (المأذون)
- ماري باي باي: (من جمهور السيرك)
- سميرة أحمد: (من جمهور السيرك)
- محمد صبيح: (لاعب اليانصيب)
- محسن حسنين: (مدير السيرك)
- عبد الحليم القلعاوي: (الشاويش)
- عبد المنعم مدبولي: (مقدم استعراض السيرك)
- علي كامل: (أحد لاعبي السيرك)
- الطوخي توفيق: (أحد لاعبي السيرك)
- محمد الحلو: (أحد لاعبي السيرك)
- إبراهيم الحلو: (أحد لاعبي السيرك)
- طوسون معتمد: (أحد العمال)
- سميحة محمد: (إحدى ضيوف الحفل)
- حلمي حليم: (أحد ضيوف الحفل)
- محمود عزمي: (من تعرض عليه الساعة لشرائها)

## فريق العمل
- إخراج: يوسف معلوف
- قصة وسيناريو: هنري بركات
- حوار: بديع خيري
- مدير التصوير: جوليو دي لوكا
- مونتاج: فتحي قاسم
- إنتاج: لوتس فيلم (آسيا داغر)
- توزيع: لوتس فيلم (آسيا داغر)

## أغاني الفيلم
- مين في الحب ناداني، سحر عينيك العسلية، صعبان عليا
  - تأليف: عبد الفتاح مصطفى، ألحان أحمد صدقي
- في الهوا سوا، يا سيد المآذين
  - تأليف: فتحي قورة، ألحان محمود الشريف
- إيه حيهمك
  - تأليف: فتحي قورة، ألحان عزت الجاهلي